# MamaRika

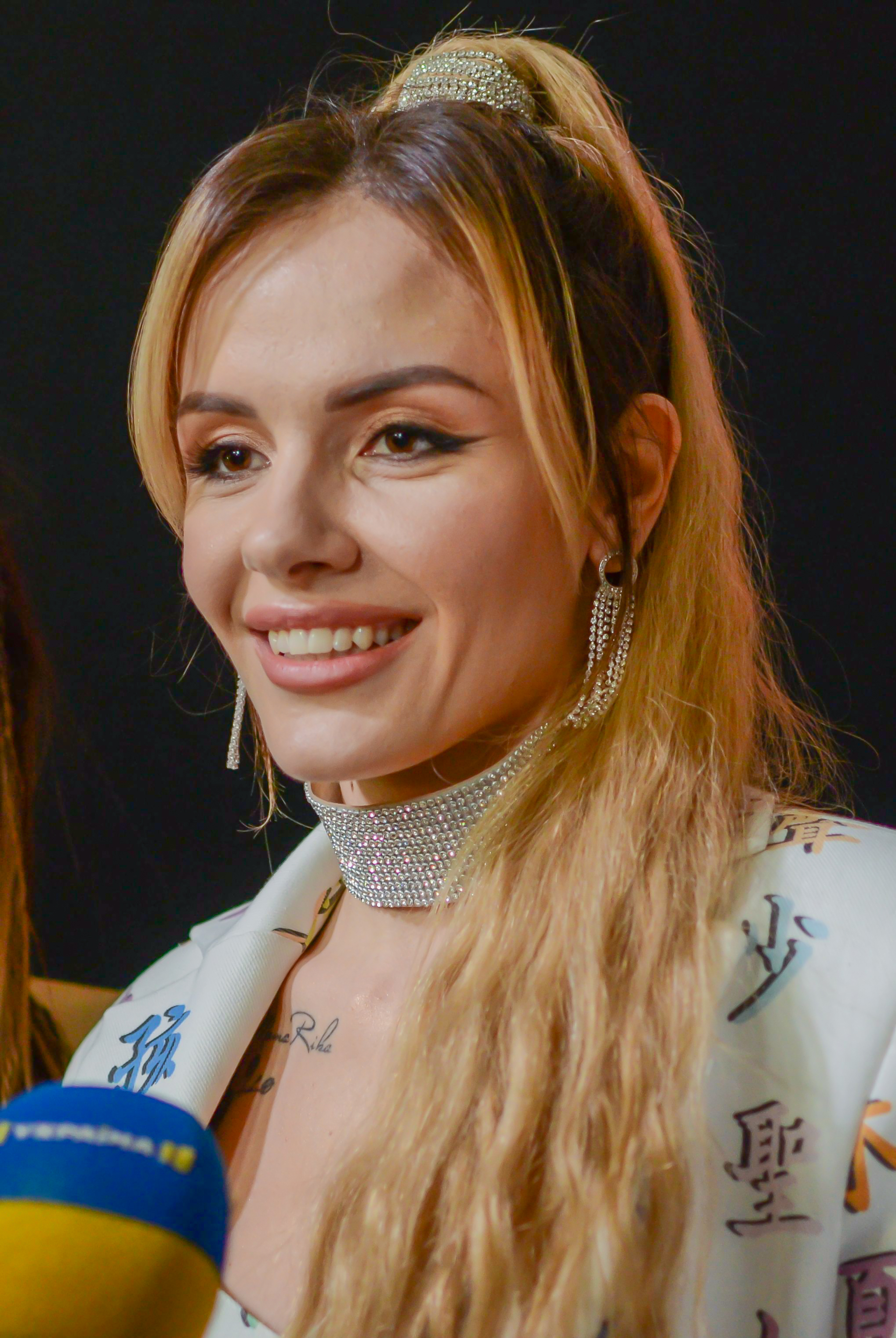
MamaRika bei den M1 Music Awards in Kiew (2019)

MamaRika (bürgerlich Anastassija Oleksandriwna Kotschetowa, ukrainisch Анастасія Олександрівна Кочетова, * 13. April 1989 in Tscherwonohrad) ist eine ukrainische Sängerin, Fernsehmoderatorin, Fotomodell, Schauspielerin und Synchronsprecherin.

## Biografie
Kotschetowa beschäftigte sich seit ihrer Kindheit mit Musik. Sie lernte an einer Musikschule Flötespielen und nahm an Volkstanzkursen teil. Sie absolvierte die Fakultät für Fremdsprachen der Nationalen Iwan-Franko-Universität Lwiw mit dem Hauptfach Englische Sprache und Literatur und arbeitete als Büroleiterin, unterrichtete Gesang und trat mit einem Orchester auf.
2006 trat sie in der Fernsehsendung Amerykanskyj Schans (Amerikanische Chance), die in Kalifornien stattfand, auf. 2009 bestand sie das Casting für die dritte Staffel der Gesangsshow Fabryka sirok (Sternfabrik) und trat von diesem Moment an unter dem Künstlernamen Erika auf. Sie war eine Finalistin der Show. 2011 war sie die Synchronsprecherin von Jewel im Film Rio. Im April 2012 veröffentlichte sie ihr erstes Studioalbum und trat mit einem Soloprogramm in mehreren ukrainischen Städten auf. Im Mai 2012 trat sie in Moskau in einer Fernsehsendung für die erfolgreichsten Teilnehmerinnen und Teilnehmer der russischen und ukrainischen Ableger von Fabryka sirok verschiedener Jahrgänge auf. Sie war Moderatorin der vierten Staffel von Fabryka sirok.
Kotschetowa wurde mehr als 40 Mal für die Titelseiten von Zeitschriften, darunter Maxim und Playboy, fotografiert.
Von 2010 bis 2015 arbeitete Kotschetowa mit der Produktionsfirma UMMG unter der Leitung des Produzenten Serhij Kusin zusammen. Nach Vertragsende nahm sie den Künstlernamen MamaRika an und plante, Musik im Soul-, Funk- und Hip-Hop-Genre zu spielen. Im April 2016 trat sie in der von Studio Kwartal 95 produzierten Sitcom Odnaschdy w Odesse (Es war einmal in Odessa) auf. 2017 nahm sie an der Nationalauswahl für den Eurovision Song Contest teil und kam ins erste Halbfinale.

## Diskografie

### Studio-Alben
- 2012: Папарацци (als Эрика)
- 2017: Кач

### EPs
- 2016: Мама Ріка

### Singles (Auswahl)
- 2017: Серце стукає стукає стукає (mit VovaZiLʹvova)
- 2019: Prolisky
- 2019: Я полум'я
- 2020: Maemo
- 2021: Kava
- 2022: На руках
- 2022: Сину
- 2022: Як ти там живеш
- 2022: Щастя
- 2022: Лелека (mit Yaktak)
- 2022: Зоря
- 2023: Люди (mit Kola)
- 2023: Сльози і Пісні
- 2023: Останній день
- 2023: Достатньо (mit Dovi)
- 2024: Хтось йде
- 2025: ЗВ'ЯЗОК